# Mark Carney
Mark Joseph Carney PC (Fort Smith, 16 de março de 1965) é um político e economista canadense que atua como o 24º primeiro-ministro do Canadá e líder do Partido Liberal desde 2025. Ele também é membro do Parlamento (MP) por Nepean desde 2025. 
Carney nasceu em Fort Smith, Territórios do Noroeste, e foi criado em Edmonton, Alberta. Ele se formou em economia pela Universidade de Harvard em 1987 e depois estudou na Universidade de Oxford, onde obteve um mestrado em 1993 e um doutorado em 1995. Ele ocupou vários cargos na Goldman Sachs antes de ingressar no Banco do Canadá como vice-governador em 2003. Em 2004, foi nomeado vice-ministro associado sênior do Departamento de Finanças do Canadá. Carney foi o oitavo governador do Banco do Canadá de 2008 a 2013 e foi responsável pela política monetária canadense durante a crise financeira de 2008. Em seguida, atuou como o 120º governador do Banco da Inglaterra de 2013 a 2020, onde liderou a resposta do banco central britânico ao Brexit e à fase inicial da pandemia da COVID-19. De 2011 a 2018, ele atuou como presidente do Conselho de Estabilidade Financeira.
Após deixar o banco central, Carney atuou como presidente e diretor de investimentos de impacto na Brookfield Asset Management e como presidente do conselho de administração da Bloomberg L.P. Ele também foi nomeado enviado especial das Nações Unidas para ações climáticas e finanças. Carney também trabalhou como um dos muitos consultores informais do primeiro-ministro Justin Trudeau durante a pandemia da COVID-19 e foi nomeado presidente da força-tarefa de crescimento econômico do Partido Liberal em setembro de 2024. Em janeiro de 2025, após o anúncio da renúncia de Trudeau, ele anunciou sua intenção de assumir a liderança do Partido Liberal do Canadá, obtendo uma vitória esmagadora em março. Pouco depois de vencer a eleição para a liderança do Partido Liberal e se tornar primeiro-ministro, Carney aconselhou o governador-geral a dissolver o Parlamento e convocar eleições federais, na qual ele levou o Partido Liberal a conquistar mais um governo minoritário sendo esse o quarto mandato consecutivo do partido desde 2015.

## Começo de vida e educação
Mark Joseph Carney nasceu em 16 de março de 1965, às 7h56, no Hospital Geral de St. Ann's, em Fort Smith, Territórios do Noroeste. Ele é filho de Verlie Margaret (nascida Kemper) e de Robert James Martin Carney, diretor de uma escola de ensino médio e professor de Fundamentos Educacionais na Universidade de Alberta. Três de seus quatro avós eram irlandeses, de Aughagower, no condado de Mayo. Quando Carney tinha seis anos, sua família se mudou para Edmonton, Alberta. Seu pai foi o candidato liberal por Edmonton South nas eleições federais canadenses de 1980, ficando em segundo lugar. Sua mãe voltou para a universidade para seguir carreira na área de educação quando Carney tinha dez anos. Ele tem três irmãos: um irmão e uma irmã mais velhos, Seán e Brenda, e um irmão mais novo, Brian.
Carney se formou na turma de 1983 da St. Francis Xavier High School e depois estudou na Universidade de Harvard com uma bolsa parcial e ajuda financeira. Durante seus anos em Harvard, ele foi goleiro reserva do time de hóquei no gelo e colega de quarto do futuro gerente geral da NHL, Peter Chiarelli, e do ex-jogador de hóquei no gelo Mark Benning. Ele morou na Winthrop House e se formou em 1987 com um diploma de bacharel em economia magna cum laude. Em seguida, fez estudos de pós-graduação na Universidade de Oxford, no St Peter's College e no Nuffield College, onde recebeu os títulos de Mestre em Filosofia e Doutor em Filosofia  em economia em 1993 e 1995, respectivamente. Sua tese de mestrado foi intitulada “Competitive advantage and the advantage of competition: a theoretical analysis of national champions, learning-by-doing and spillovers” (Vantagem competitiva e a vantagem da concorrência: uma análise teórica sobre campeões nacionais, aprendizado pela prática e externalidades), e sua tese de doutorado foi intitulada “The dynamic advantage of competition” (A vantagem dinâmica da concorrência). Carney também foi co-capitão do Clube de Hóquei no Gelo da Universidade de Oxford ao lado do também canadense David Lametti.

## Carreira financeira
Carney passou 13 anos no Goldman Sachs e trabalhou em seus escritórios de Boston, Londres, Nova York, Tóquio e Toronto. Seus cargos progressivamente mais seniores incluíam o de codiretor de risco soberano, diretor executivo de mercados de capital de dívida emergente e diretor administrativo de banco de investimentos. Trabalhou na África do Sul pós-apartheid atuando nos mercados de títulos internacionais e participou do trabalho do Goldman na crise financeira russa de 1998.
Em 2003, Carney deixou o Goldman Sachs para se juntar ao Banco do Canadá como vice-governador. Um ano depois, ele foi recrutado para o Departamento de Finanças do Canadá como vice-ministro associado sênior e iniciou os trabalhos já em 15 de novembro de 2004.
De novembro de 2004 a outubro de 2007, Carney foi vice-ministro associado sênior e deputado do G7 no Departamento de Finanças do Canadá. Ele trabalhou sob o comando de dois ministros das finanças: Ralph Goodale, um liberal; e Jim Flaherty, um conservador. Carney também foi o responsável pela lucrativa venda, por parte do governo federal, de sua participação de 19% na Petro-Canada.

### Governador do Banco do Canadá (2008-2013)
Em outubro de 2007, Carney foi nomeado Governador do Banco do Canadá. Ele deixou imediatamente seu cargo no Departamento de Finanças para se tornar consultor do governador que estava deixando o cargo, David Dodge, antes de assumir formalmente o cargo de Dodge em 1º de fevereiro de 2008. Carney foi escolhido em detrimento de Paul Jenkins, o vice-governador sênior, que havia sido considerado o favorito para suceder Dodge.
Carney assumiu essa função no início da crise financeira de 2008. Na época de sua nomeação, Carney era o mais jovem governador de banco central entre os países do G8 e do G20.

##### Crise financeira de 2008
Acredita-se que as ações de Carney como Governador do Banco do Canadá tenham desempenhado um papel importante para ajudar o Canadá a evitar os piores impactos da crise financeira de 2008.

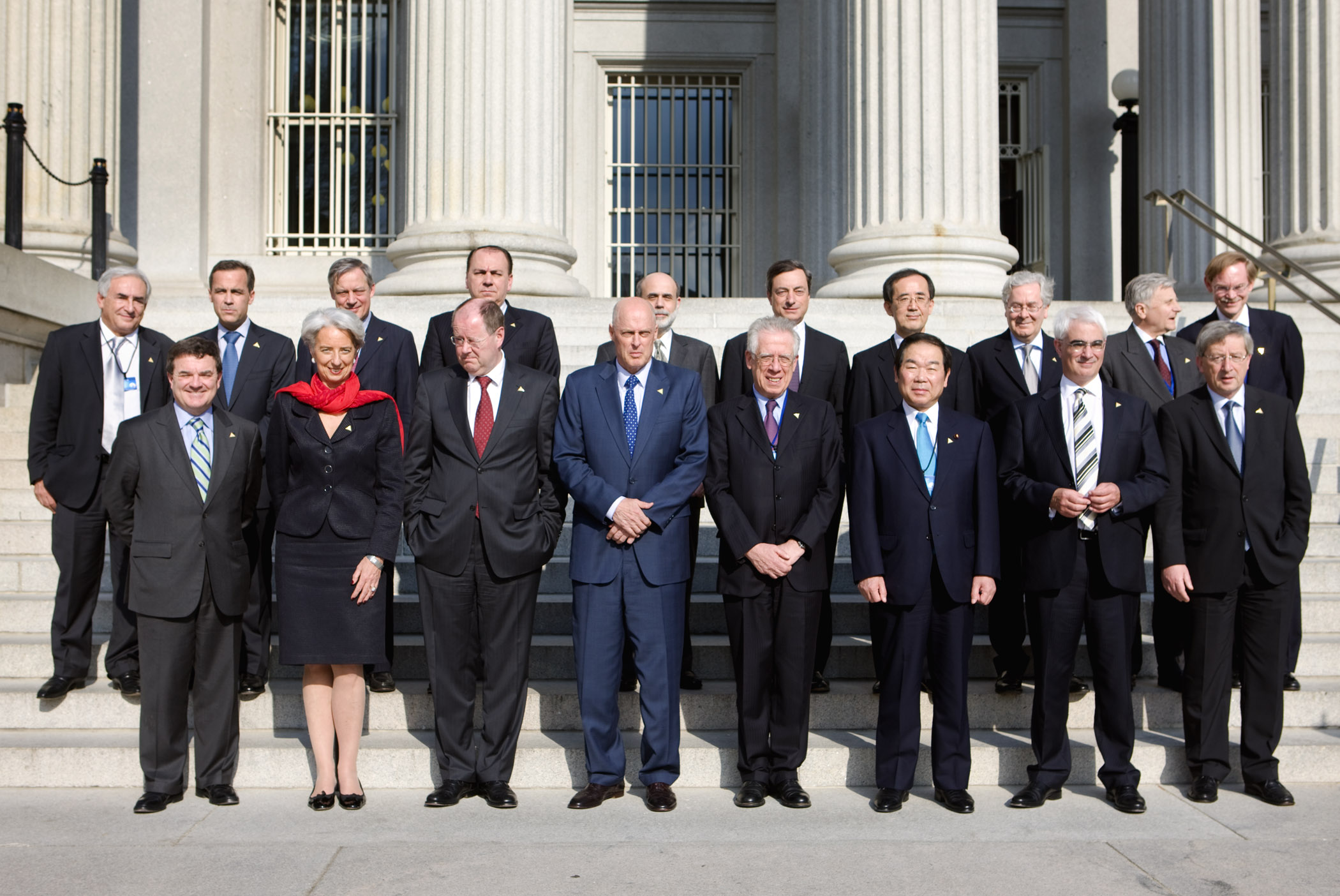
Carney, então governador do Banco do Canadá na última fila com outros governadores de bancos centrais durante a cúpula ministerial de finanças do G7 em 2008.

A característica marcante do mandato de Carney como governador continua sendo a decisão de cortar a taxa overnight em 50 pontos-base em março de 2008, um mês após sua nomeação. Embora o Banco Central Europeu tenha aumentado a taxa em julho de 2008, Carney previu que a crise dos empréstimos alavancados desencadearia um contágio global. Quando as taxas de juros no Canadá atingiram o limite inferior efetivo, o banco central combateu a crise com a ferramenta monetária não padronizada “compromisso condicional” em abril de 2009 para manter a taxa de juros por pelo menos um ano, impulsionando as condições de crédito interno e a confiança do mercado. A produção e o emprego começaram a se recuperar a partir de meados de 2009, em parte graças ao estímulo monetário. A economia canadense teve um desempenho superior ao de seus pares do G7 durante a crise, e o Canadá foi a primeira nação do G7 a recuperar o Produto Interno Bruto (PIB) e o emprego para os níveis anteriores à crise.
A decisão do Banco do Canadá de fornecer liquidez adicional substancial ao sistema financeiro canadense e sua medida incomum de anunciar o compromisso de manter as taxas de juros no nível mais baixo possível por um ano contribuíram significativamente para que o Canadá resistisse à crise.

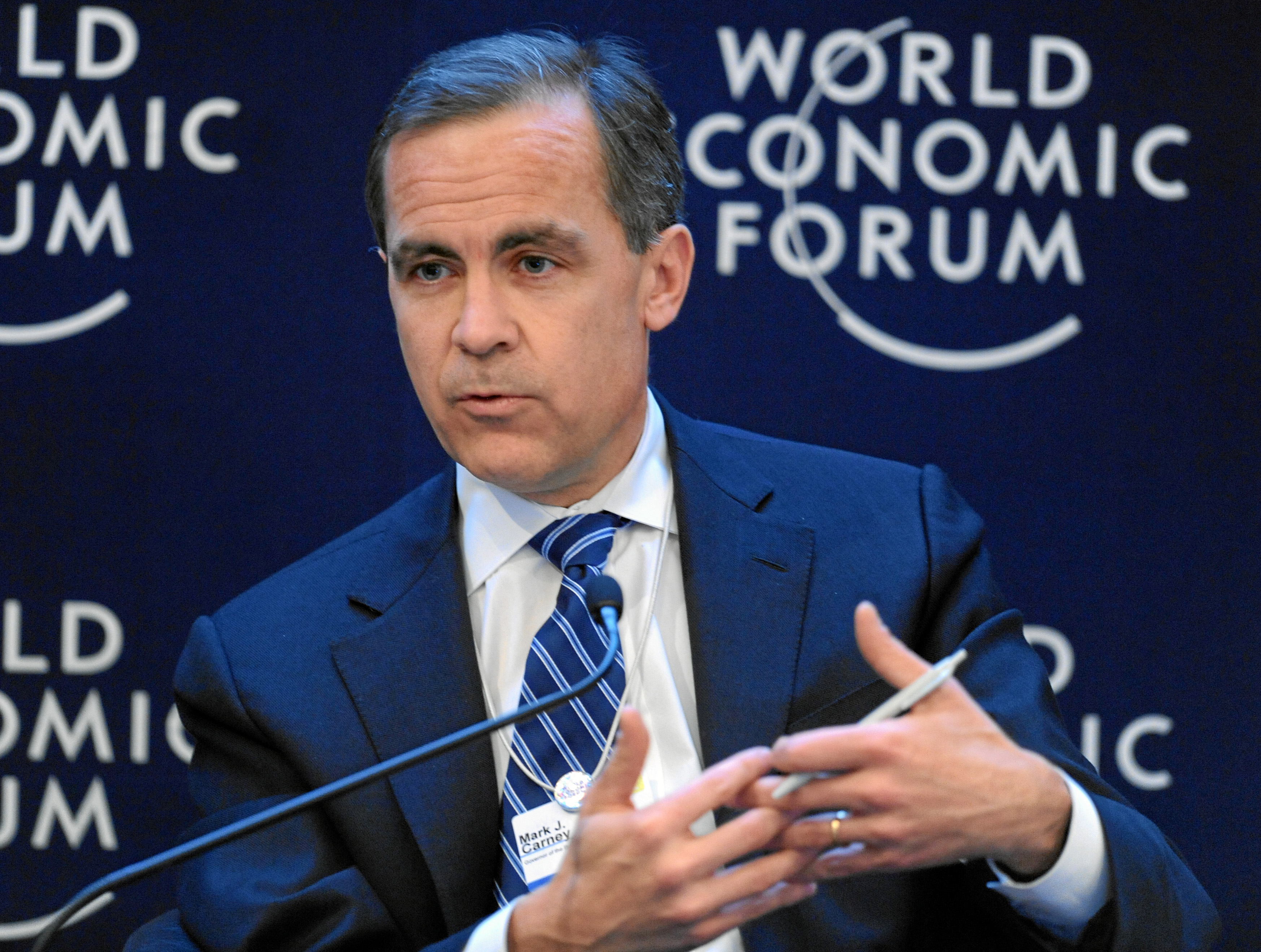
Carney, então governador do Banco do Canadá, discursa no painel “Beyond Basel: Financial Institution Regulation” (Além da Basiléia: Regulamentação de instituições financeiras)

O compromisso com taxas de empréstimo ultrabaixas levou a um aumento nos preços das moradias e na dívida das famílias. Em abril de 2012, Carney reconheceu que havia “problemas em alguns segmentos do mercado imobiliário” e que algumas propriedades no Canadá estavam “provavelmente supervalorizadas”, mas ele não estava muito preocupado. Ele afirmou que as taxas de juros baixas não eram as culpadas, mas que o ônus recaía sobre os indivíduos que contraíam os empréstimos, os bancos e as regras de empréstimos hipotecários do governo federal. Antes de Carney ir para o Banco da Inglaterra, houverma pedidos para aumentar as taxas, pois os canadenses estavam com uma dívida de nível recorde e o mercado imobiliário estava superaquecido.
O ambiente fiscal e regulatório do Canadá, avesso a riscos, também é citado como um fator. Em 2009, um colunista da Newsweek escreveu: “O Canadá fez mais do que sobreviver a essa crise financeira. O país está prosperando positivamente nela. Os bancos canadenses estão bem capitalizados e preparados para aproveitar as oportunidades que os bancos americanos e europeus não conseguem aproveitar”.
Carney recebeu vários elogios por sua liderança durante a crise financeira de 2008: ele foi nomeado um dos “Cinquenta que definirão o caminho a seguir” do Financial Times e um dos Time 100 de 2010 da revista Time. Em maio de 2011, a Reader's Digest o nomeou “Editor's Choice for Most Trusted Canadian” (Escolha do editor para o canadense mais confiável).

##### Participação em organizações internacionais
Carney foi presidente do Comitê do Banco de Compensações Internacionais sobre o Sistema Financeiro Global de julho de 2010 a janeiro de 2012.

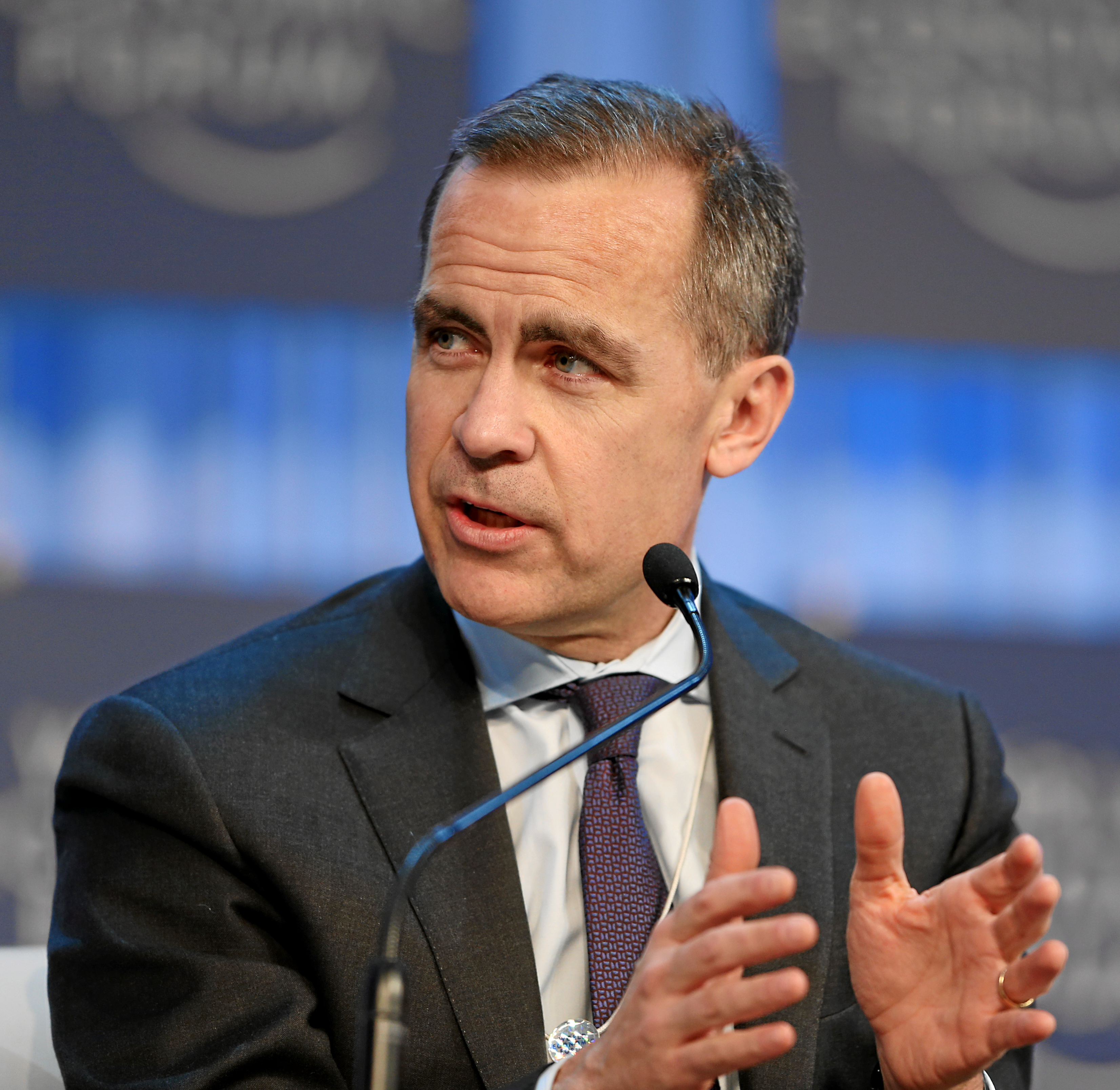
Carney fala sobre as perspectivas econômicas globais no painel do Fórum Econômico Mundial de 2013.

Carney foi membro do Group of Thirty (Grupo dos Trinta), um órgão internacional de líderes financeiros e acadêmicos, e do Conselho da Fundação do Fórum Econômico Mundial. Carney participou das reuniões anuais do Grupo Bilderberg em 2011, 2012 e 2019.
Em 4 de novembro de 2011, Carney foi nomeado presidente do Conselho de Estabilidade Financeira, com sede em Basileia, que coordena as autoridades reguladoras financeiras internacionais. Em uma declaração, Carney creditou sua nomeação à “forte reputação do sistema financeiro do Canadá e ao papel de liderança que o Canadá desempenhou ao ajudar a desenvolver muitas das mais importantes reformas internacionais”.
O mandato de três anos foi um compromisso de meio período, permitindo que Carney concluísse seu mandato no Banco do Canadá. Embora não tenha havido nenhuma indicação de suas prioridades como presidente, no dia de sua nomeação, o Board publicou uma lista de 29 bancos considerados suficientemente grandes para representar um risco para a economia global caso falissem. Em sua primeira coletiva de imprensa como Presidente do FSB, em janeiro de 2012, Carney definiu suas principais prioridades para o Conselho. O mandato de Carney terminou em 2018, quando ele estava em seu próximo cargo no Banco da Inglaterra.

### Governador do Banco da Inglaterra (2013–2020)
Em 26 de novembro de 2012, o Chanceler do Tesouro, George Osborne, anunciou a nomeação de Carney como Governador do Banco da Inglaterra. Ele sucedeu Mervyn King em 1º de julho de 2013. Ele foi o primeiro não britânico a ser nomeado para a função desde que o Banco da Inglaterra foi criado em 1694. O Banco da Inglaterra recebeu poderes adicionais a partir de 2013, como a capacidade de definir requisitos de capital bancário. Embora o mandato normal para governador seja de oito anos, Carney indicou que pretendia servir apenas por cinco anos e deixar o cargo em 2018.
Antes de assumir o cargo, Carney já havia demonstrado discordância com Andy Haldane, que era o Diretor Executivo de Estabilidade Financeira do Banco da Inglaterra, especificamente sobre índices de alavancagem e desmembramentos de bancos. Ele foi citado como tendo dito que Haldane não tem uma “compreensão adequada dos fatos” no que dizia respeito a regulamentação bancária. Acredita-se que lhe foi oferecido um pacote salarial total de cerca de £ 624 000 (US$ 844 000) por ano, aproximadamente £ 100 000 (US$ 135 000) a mais por ano do que seu antecessor.

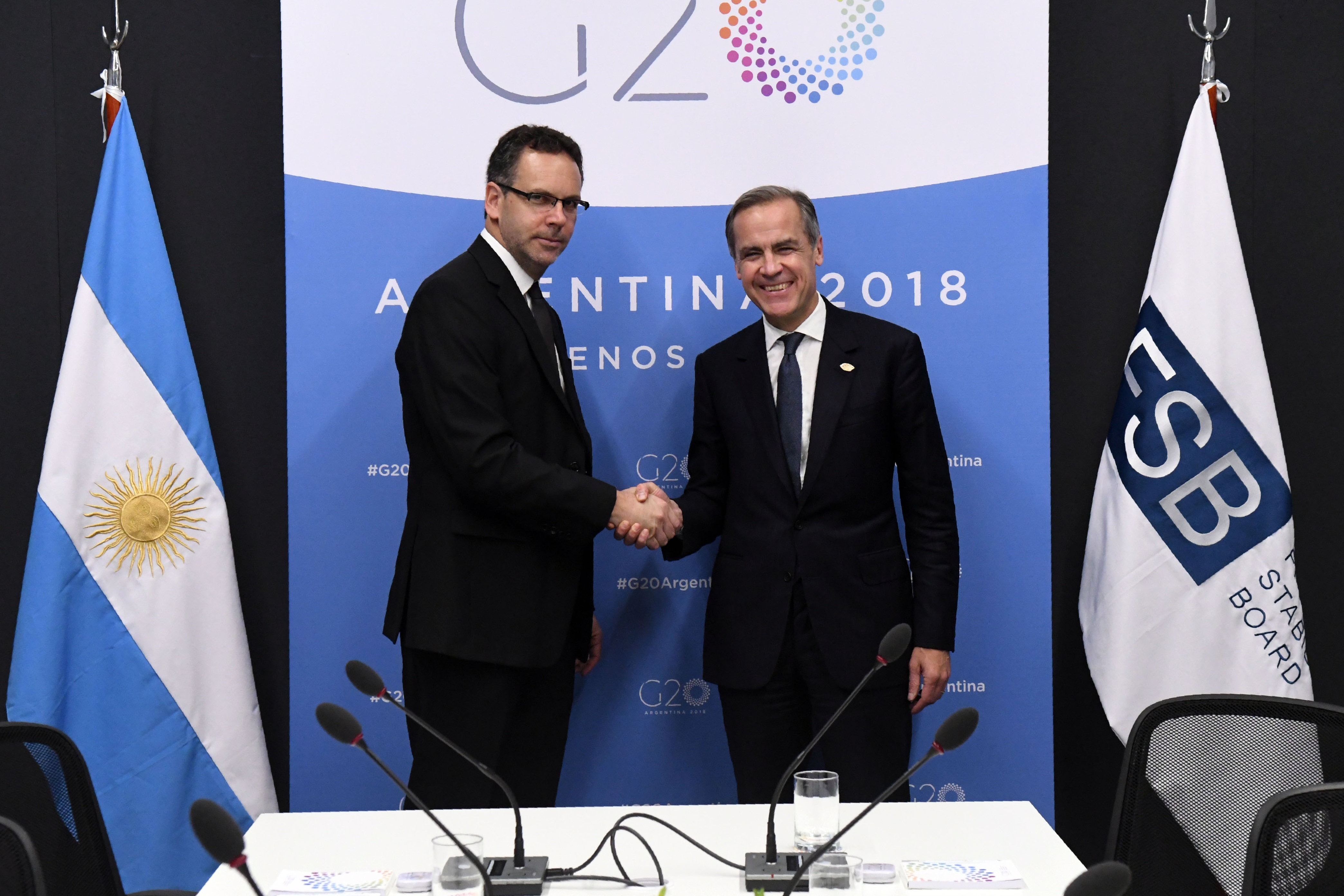
Carney, então governador do Banco da Inglaterra, participa de uma reunião bilateral com Guido Sandleris, presidente do Banco Central da Argentina.

Pouco antes de Carney assumir o cargo, o Banco da Inglaterra assumiu as funções de regulamentação financeira da Financial Services Authority. As mudanças de Carney nos procedimentos operacionais do Banco ajudaram a modernizar a instituição, fazendo muito mais aparições na mídia do que seus antecessores, incluindo anúncios controversos durante dois referendos. Carney implementou uma política chamada “forward guidance” (orientação futura), na qual o Banco não aumentaria as taxas de juros se o desemprego estivesse acima de 7%, para tentar incentivar os empréstimos comerciais. Essa política, que continha muitas condições, ou “ressalvas”, mais tarde seria considerada confusa e complicada.
Em maio de 2014, Carney alertou que o mercado imobiliário aquecido do Reino Unido era o maior risco para a estabilidade financeira, e ele estava considerando fornecer consultoria sobre o esquema de hipoteca Help to Buy, que alguns acreditavam estar contribuindo para a inflação imobiliária.
Ele afirmou que os preços das moradias no Reino Unido e a falta de acessibilidade das moradias no país se devem à oferta limitada e observou que foram construídas duas vezes mais casas no Canadá do que no Reino Unido, embora o Canadá tenha metade da população. (Em 2013, 140 000 casas foram construídas no Reino Unido e 185 000 no Canadá). Carney afirmou que os compradores estrangeiros de dinheiro no mercado de Londres estavam fora de seu controle, mas acreditava que eles não representavam um risco significativo para o resto do país. Carney garantiu ao público que o Banco estava monitorando o aumento dos preços dos imóveis e as hipotecas de grande valor para evitar que o excesso de dívidas desestabilizasse a economia.
Em 2014, Carney alertou que, se o referendo sobre a independência da Escócia fosse bem-sucedido, o novo país provavelmente não conseguiria continuar usando a libra esterlina sem ceder alguns poderes ao Reino Unido.
Em 2015, Carney alterou o número de reuniões anuais sobre taxas de juros de doze para oito e ordenou que as atas fossem publicadas durante os anúncios.
Antes do referendo sobre o Brexit de 2016, Carney alertou que a saída da União Europeia poderia causar uma recessão. Após a renúncia do primeiro-ministro David Cameron, ele fez outro anúncio público logo após o resultado, apoiando a saída, e anunciou que o sistema financeiro operaria normalmente para amenizar as preocupações do público. Posteriormente, o banco reduziu as taxas de juros pela metade, de 0,5% para 0,25%, e reiniciou a flexibilização quantitativa. A pedido da primeira-ministra Theresa May e do chanceler do Tesouro, Philip Hammond, Carney concordou em estender seu mandato enquanto o Reino Unido realizava as negociações do Brexit, mas apenas por um ano. Ele concordou ainda com mais sete meses em setembro de 2018, para “apoiar uma saída tranquila” da UE, e com mais dois meses para uma transição ordenada para seu sucessor, Andrew Bailey.
No início da pandemia de COVID-19 no Reino Unido, quando Carney estava prestes a deixar o cargo de governador em março de 2020, o banco cortou as taxas de juros em 0,5% para se proteger contra os choques econômicos causados pela pandemia.

### Pós-governadoria (2020-2024)
Em 2020, Carney atuou como um dos muitos consultores informais do primeiro-ministro canadense Justin Trudeau, aconselhando-o sobre a resposta econômica do governo à COVID-19. Carney supostamente aconselhou Trudeau sobre a resposta do Canadá à pandemia da COVID-19, com Trudeau procurando Carney para ajudar o Canadá a sair da recessão. Devido a isso, especulou-se que Carney poderia se tornar Ministro das Finanças e, posteriormente, primeiro-ministro canadense, caso Trudeau renunciasse.

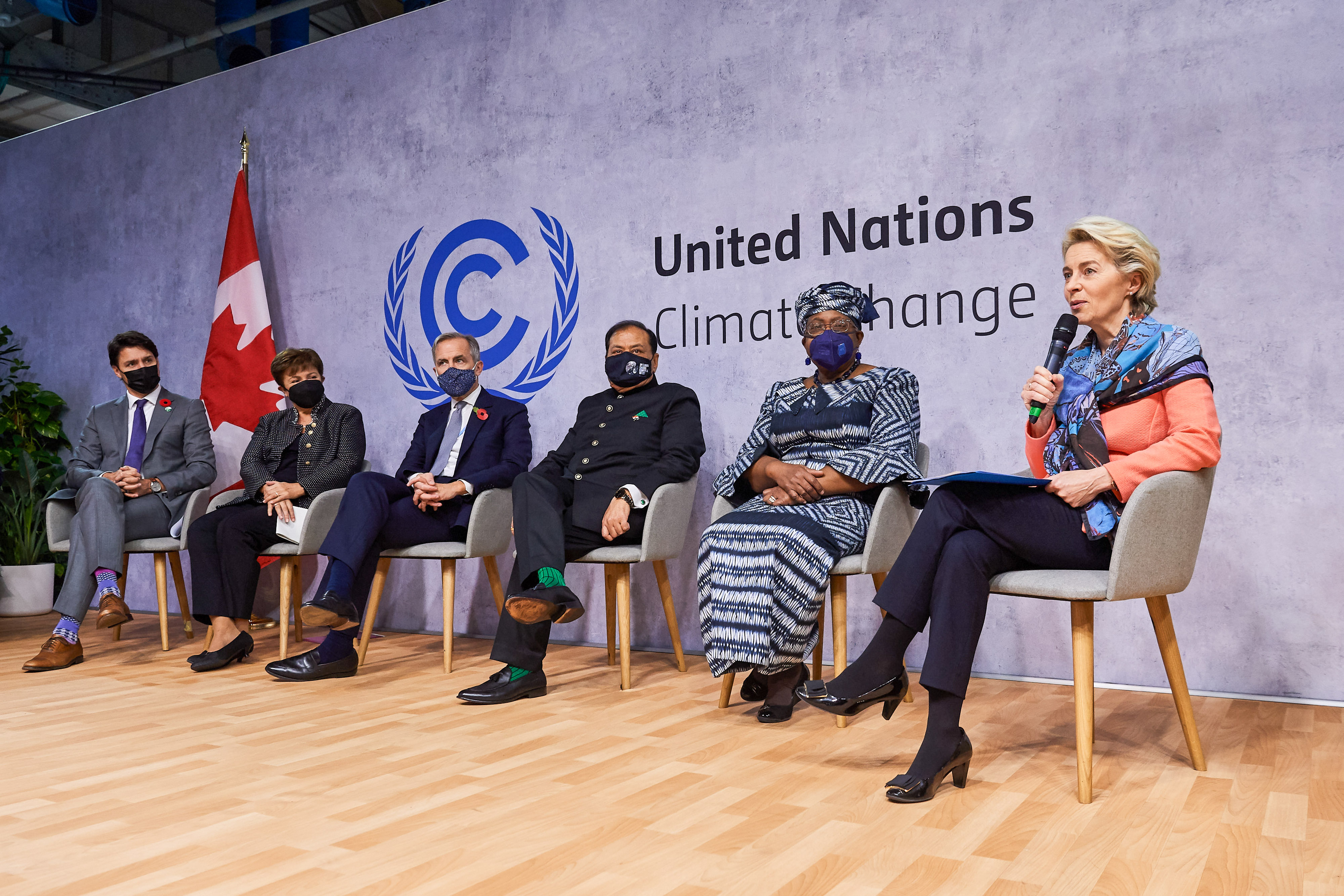
Carney em um painel na COP26 ao lado do primeiro-ministro canadense Justin Trudeau, da diretora administrativa do FMI Kristalina Georgieva, do diretor-geral da OMC Ngozi Okonjo-Iweala e da presidente da Comissão Europeia Ursula von der Leyen.

Em outubro de 2020, Carney foi vice-presidente da Brookfield Asset Management (BAM), onde liderou a estratégia de investimento em fundos ambientais, sociais e de governança (ESG) e de impacto da empresa. Em fevereiro de 2021, Carney retirou uma alegação anterior de que o portfólio de US$ 600 bilhões da Brookfield Asset Management era neutro em carbono. Ele havia baseado sua afirmação no fato de que a Brookfield tem um grande portfólio de energia renovável e “todas as emissões evitadas que vêm com isso”. A afirmação foi criticada como um truque contábil porque as emissões evitadas não neutralizam as emissões dos investimentos em carvão e outros combustíveis fósseis responsáveis pela pegada de carbono da Brookfield de cerca de 5.200 toneladas métricas de dióxido de carbono. Em 2020, Carney lançou a Taskforce on Scaling Voluntary Carbon Markets (Força-tarefa sobre a ampliação dos mercados voluntários de carbono), uma iniciativa para aumentar o comércio de compensações voluntárias de carbono, com Bill Winters como CEO do Grupo. A TSVCM é patrocinada pelo Institute of International Finance. Os membros da força-tarefa incluem mais de “40 líderes de seis continentes com experiência em toda a cadeia de valor do mercado de carbono”, incluindo representantes do Bank of America, BlackRock, Bloomberg's New Energy Finance, BNP Paribas, BP, Boeing, Goldman Sachs, Tata Steel, Total, IHS Markit e LSE. Em um artigo do Financial Times de 3 de dezembro de 2020, Carney disse que o mercado global voluntário de compensação de carbono era um “imperativo” para ajudar a reduzir as emissões. O artigo do Times citou Carney dizendo que Londres provavelmente sediaria o “novo mercado piloto para compensações voluntárias de carbono” que poderia ser “estabelecido” até dezembro de 2021.
Em fevereiro de 2021, Carney entrou para o conselho da empresa de fintech Stripe. Carney ajudou a lançar a Glasgow Financial Alliance for Net Zero (GFANZ) na COP26 em Glasgow, em novembro de 2021. Ele atua como copresidente do grupo. De 2022 a janeiro de 2025, Carney também foi consultor da Watershed, uma empresa de tecnologia climática fundada por ex-alunos da Stripe que se propõe a ser “a plataforma de que as empresas precisam para ter sucesso na economia climática”. Em agosto de 2023, Carney foi nomeado por Michael Bloomberg como presidente do novo conselho de administração da Bloomberg L.P., como parte de uma reformulação mais ampla da liderança da empresa.
Em setembro de 2024, Carney tornou-se consultor especial e presidente da força-tarefa liberal sobre crescimento econômico. Pouco depois da nomeação, foi revelado que a Brookfield Asset Management havia solicitado ao governo federal CA$ 10 bilhões em fundos como parte de um fundo de ativos de $ 50 bilhões somente para o Canadá. Carney não precisou seguir as divulgações éticas padrão obrigatórias para os assessores do primeiro-ministro porque ele foi contratado pelo Partido Liberal e não pelo Gabinete do Primeiro Ministro.

## Início da carreira política
De acordo com Carney, em 2012, o primeiro-ministro canadense Stephen Harper perguntou a Carney, que na época era governador do Banco do Canadá, se ele se juntaria ao governo conservador como ministro da Fazenda. Carney recusou, declarando em uma entrevista de fevereiro de 2025 à CBC que ele achava que “não era apropriado” prosseguir com a oferta porque ele achava que não era certo “passar diretamente de governador para a política eletiva”.
Carney foi procurado pelo Partido Liberal para concorrer a líder em sua eleição de liderança de 2013. Por fim, ele não aceitou.

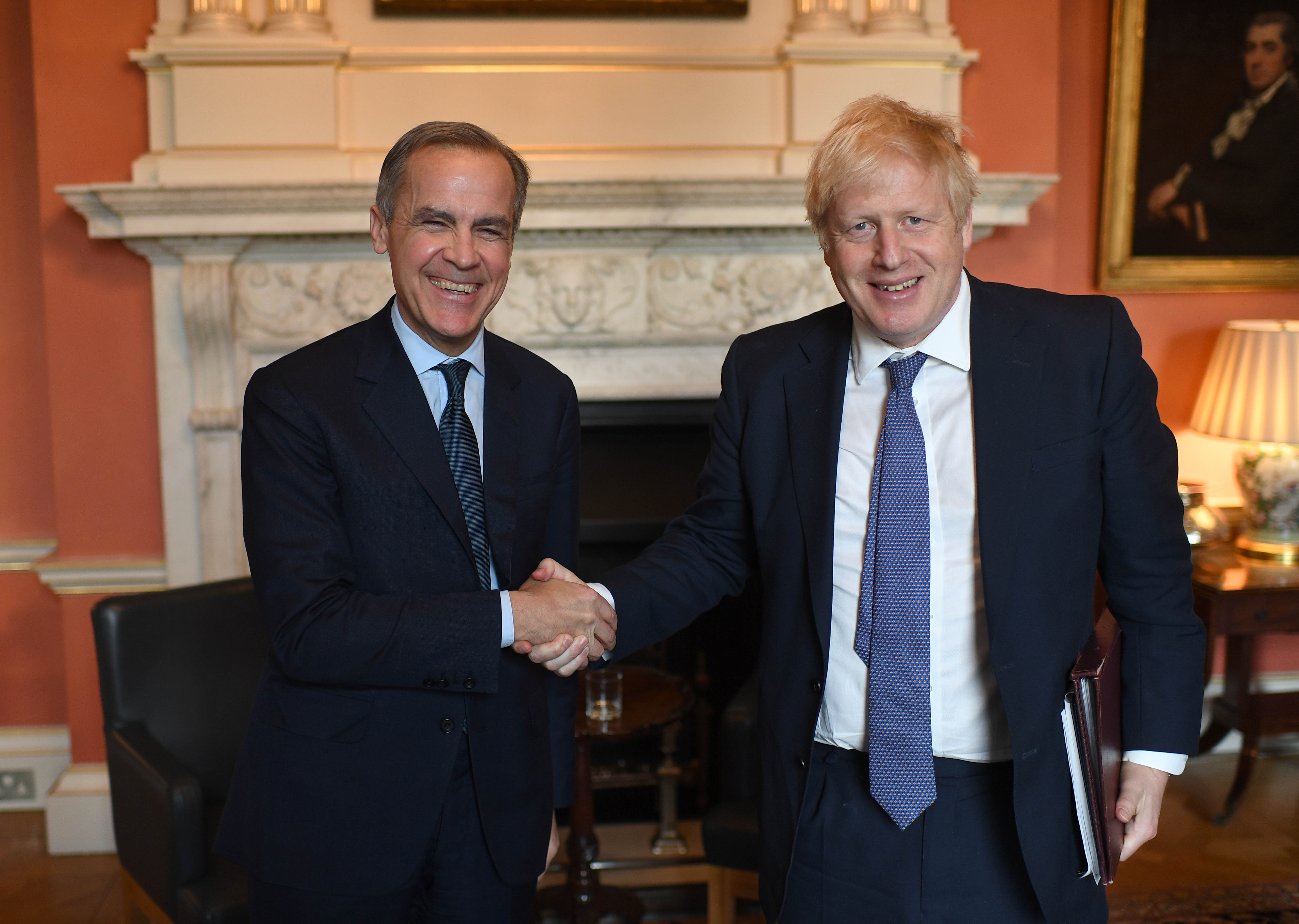
Carney se encontra com o primeiro-ministro Boris Johnson em 16 de janeiro de 2020 para discutir sobre a COP26.

Enquanto se preparava para deixar o cargo de governador do Banco da Inglaterra, Carney foi nomeado enviado especial das Nações Unidas para ação climática e finanças em março de 2020. Em janeiro de 2020, o primeiro-ministro do Reino Unido, Boris Johnson, nomeou Carney para o cargo de consultor financeiro para a presidência do Reino Unido na conferência COP26 das Nações Unidas sobre mudanças climáticas em Glasgow. Naquela época, a conferência estava programada para novembro de 2020, mas foi posteriormente adiada para novembro de 2021.
Em 2021, Carney falou na convenção política do Partido Liberal, declarando seu apoio ao partido, mas não se comprometendo a concorrer sob sua bandeira. Mais tarde naquele ano, ele descartou ser candidato na então especulada eleição federal canadense de 2021, devido a seus compromissos com a COP26.
Carney apoiou a candidatura de Catherine McKenney para prefeita de Ottawa na eleição de 2022.
Em outubro de 2023, ele apoiou a chanceler-sombra do Partido Trabalhista do Reino Unido, Rachel Reeves, para ser a próxima chanceler do Tesouro em um vídeo após o discurso de Reeves na conferência do Partido Trabalhista naquele ano. Após a vitória do Partido Trabalhista na eleição de 2024, Carney fez parte de uma força-tarefa que viu a criação de um Fundo Nacional de Riqueza Britânico.
Em 9 de setembro de 2024, Carney foi nomeado por Justin Trudeau para presidir a Task Force on Economic Growth (Força Tarefa para o Crescimento Econômico) do líder do Partido Liberal do Canadá. Seu nome foi brevemente mencionado após a renúncia de Chrystia Freeland como possível candidato a ministro das finanças no ministério de Trudeau.

### Líder do Partido Liberal do Canadá
Em 16 de janeiro de 2025, Carney anunciou oficialmente que estava concorrendo na eleição para a liderança do Partido Liberal do Canadá em 2025. Carney também anunciou que se afastou de todos os cargos executivos, de diretoria e de consultoria dos quais fazia parte para se concentrar em sua campanha de liderança. Até 9 de fevereiro, sua campanha havia arrecadado mais de US$ 1,9 milhão em doações de mais de 11 000 pessoas e recebido o apoio de 66 membros da bancada liberal. Carney venceu na primeira votação com mais de 85,9% dos votos, tornando-se o líder do Partido Liberal. Sua margem de vitória superou a margem de Justin Trudeau em 2013, vencendo em todos os 343 distritos eleitorais.

## Primeiro-ministro do Canadá
Em 14 de março de 2025, cinco dias após vencer a eleição para a liderança, Carney foi empossado como o 24º primeiro-ministro do Canadá, juntamente com o 30º ministério canadense. Ao fazer o juramento de posse, ele se tornou o primeiro primeiro-ministro canadense nascido em qualquer um de seus territórios (em oposição às províncias) e o terceiro nascido a oeste de Ontário (depois de Joe Clark e Kim Campbell). É o segundo primeiro-ministro a obter um doutorado, depois de William Lyon Mackenzie King. Além disso, é o primeiro a nunca ter servido em um cargo eletivo anterior e o primeiro desde John Turner a não estar com um assento na Câmara dos Comuns no momento da nomeação.

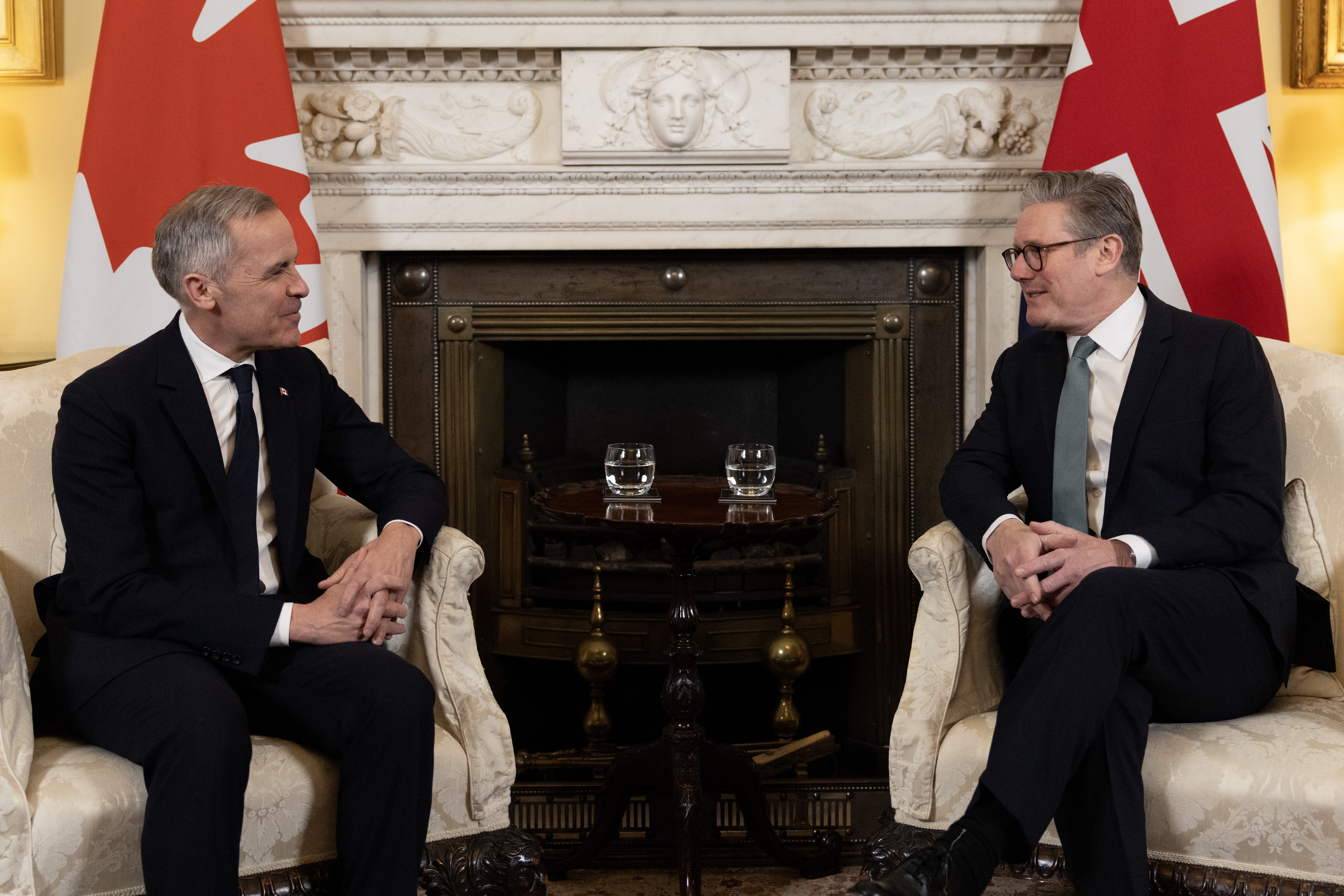
Carney se encontra com o primeiro-ministro britânico Keir Starmer em 17 de março de 2025.

Em seu primeiro ato como primeiro-ministro, Carney assinou uma diretriz ministerial para acabar com o imposto sobre o carbono para o consumidor até 1º de abril, garantindo, ao mesmo tempo, que o desconto de carbono de abril continue. A diretriz foi confirmada por uma ordem no conselho assinada pela Governadora Geral Mary Simon. As primeiras visitas de Carney ao exterior foram à França e ao Reino Unido em 17 de março para fortalecer a segurança e a soberania mútuas.

### Eleição federal de 2025
Esperava-se que Carney convocasse uma eleição parlamentar federal para o final de abril ou início de maio de 2025, antes da data de eleição exigida em outubro. Em 22 de março, o Partido Liberal anunciou que Carney disputaria a eleição na região de Nepean, localizada em Ottawa; as regiões de Alberta haviam sido cogitadas devido à sua conexão pessoal com a província, especialmente Edmonton, assim como as seguras cadeiras liberais em Toronto e Ottawa. Em 23 de março, Carney visitou a Governadora Geral Mary Simon e solicitou a dissolução do parlamento e a convocação de uma eleição para 28 de abril. Posteriormente, Carney e o Partido Liberal venceram a eleição. Carney também venceu a região de Nepean, tornando-se o primeiro primeiro-ministro desde John A. Macdonald, na década de 1880, a representar uma região na área de Ottawa.

## Visões políticas
Carney foi descrito como centrista e tecnocrata, também sendo ideologicamente caracterizado como um Blue Liberal, sendo fiscalmente conservador e socialmente liberal.
Durante a 2023 Global Progress Action Summit, Carney defendeu que os progressistas construíssem “assistência médica, infraestrutura, escolas, oportunidades, sustentabilidade e prosperidade”. Carney ficou conhecido por usar “mestres de nossa própria casa” - em francês, maîtres chez nous - uma frase associada à Revolução Silenciosa.

### Economia

#### Desigualdade de renda
Em 2011, Carney se referiu aos protestos do Occupy Wall Street como “totalmente construtivos”, citando as frustrações que estavam sendo sentidas “particularmente nos Estados Unidos” em relação à desigualdade e ao aumento das diferenças salariais entre CEOs e trabalhadores. Em dezembro de 2016, Carney alertou sobre o risco social de “desigualdades surpreendentes de riqueza” em uma palestra Roscoe na Universidade John Moores de Liverpool: “A proporção da riqueza detida pelo 1% mais rico dos americanos aumentou de 25% em 1990 para 40% em 2012... Globalmente, a parcela da riqueza detida pelo 1% mais rico do mundo aumentou de um terço em 2000 para metade em 2010.”

#### Política monetária
Em 23 de agosto de 2019, Carney fez um discurso no Simpósio Econômico Anual de Jackson Hole de 2019 do Federal Reserve Bank de Kansas City, intitulado “The Growing Challenges for Monetary Policy in the current International Monetary and Financial System” (Os crescentes desafios da política monetária no atual sistema monetário e financeiro internacional). Carney disse que o “uso generalizado do dólar americano”, a moeda dominante na precificação, “no faturamento do comércio, no lugar da moeda do produtor ou do importador”, teve um efeito “desestabilizador” na economia global. Cerca de 50% do comércio internacional depende do dólar americano como a “moeda de escolha”. Isso representa “cinco vezes mais do que a participação dos EUA nas importações mundiais de bens e três vezes mais do que sua participação nas exportações mundiais”. A precificação da moeda dominante não é problemática quando há um “crescimento sincronizado” em nível global, disse Carney. Quando “a maré está subindo nos EUA e recuando em outros lugares”, o sistema precisa ser reformulado. Carney citou um artigo de Markus Brunnermeier, Harold James e Jean-Pierre Landau sobre o possível papel da área de moeda digital (DCA) na redefinição do sistema monetário internacional.
Falando poucas horas depois que o presidente dos EUA, Donald Trump, publicou um tweet culpando as políticas do presidente do Federal Reserve, Jerome Powell, por criar temores de uma recessão econômica e ameaçar a China com mais tarifas retaliatórias, Carney pediu que os bancos centrais colaborassem na substituição do dólar americano como moeda de reserva. Ele advertiu contra a escolha de outra nova moeda de reserva hegemônica, como o renminbi, e sugeriu, em vez disso, uma “nova moeda hegemônica sintética” (SHC), como a Libra, que poderia ser fornecida “por meio de uma rede de moedas digitais do banco central”, o que diminuiria a “influência dominante” do dólar americano no comércio mundial.

#### Sentimentos morais em relação ao mercado
Em 2 de dezembro de 2020, Carney proferiu a primeira de quatro Reith Lectures - a principal série anual da BBC. Em “How We Get What We Value - From Moral to Market Sentiments” (Como obtemos o que valorizamos - dos sentimentos morais aos sentimentos de mercado), ele disse que a sociedade passou a valorizar o valor financeiro em detrimento do valor humano e passou de economias de mercado para sociedades de mercado. A série abrange um trio de crises: crédito, COVID e clima.

#### Política fiscal
Carney também propôs a eliminação do aumento do imposto sobre ganhos de capital caso fosse eleito líder liberal e nomeado primeiro-ministro, a manutenção de um déficit fiscal e o equilíbrio dos gastos operacionais do governo federal.

### Política externa

##### Brexit
Carney alertou várias vezes que o Brexit deveria influenciar negativamente a economia do Reino Unido. Consequentemente, os ativistas do Brexit o acusaram de fazer declarações favoráveis à permanência do Reino Unido na União Europeia (UE) antes do referendo britânico sobre a adesão à UE. Ele respondeu que sentia que era seu dever se manifestar sobre essas questões.
Em setembro de 2018, Philip Hammond, o chanceler do Tesouro, confirmou a especulação de que Carney permaneceria como governador até janeiro de 2020, a fim de garantir uma transição “tranquila” depois que o Reino Unido deixasse a UE em 29 de março de 2019, um prazo de saída que não foi cumprido.
Em novembro de 2018, Carney alertou que grande parte da economia britânica não estava preparada para um Brexit sem acordo. Falando no programa Today da BBC Radio 4, Carney explicou que menos da metade das empresas havia iniciado planos de contingência.
Em fevereiro de 2019, falando sobre a economia global, Carney forneceu uma perspectiva menos negativa sobre o Brexit, afirmando que a globalização resultou em “desequilíbrios de democracia e soberania” e que o Brexit “é o primeiro teste de uma nova ordem global e pode ser o teste decisivo para saber se é possível encontrar uma maneira de ampliar os benefícios da abertura e, ao mesmo tempo, aumentar a responsabilidade democrática”.
Carney também afirmou que o aumento na percepção de que um Brexit sem acordo é provável está "evidenciado pelas apostas e pela precificação de ativos nos mercados financeiros", o que resultou no Reino Unido passando a ter "a maior volatilidade implícita no câmbio, o maior prêmio de risco em ações e os menores rendimentos reais entre todas as economias avançadas".

###### OTAN
Em 2025, Carney prometeu investir cerca de 2% do PIB canadense na defesa (objetivo da OTAN) até o fim de 2030.

##### Comércio
Durante a corrida pela liderança do Partido Liberal de 2025, e à luz das ações agressivas tomadas pelos Estados Unidos durante a segunda presidência de Donald Trump, Carney disse que apoiava o aprofundamento das relações com outros países da Commonwealth, como Reino Unido, Austrália e Nova Zelândia.

## Vida pessoal

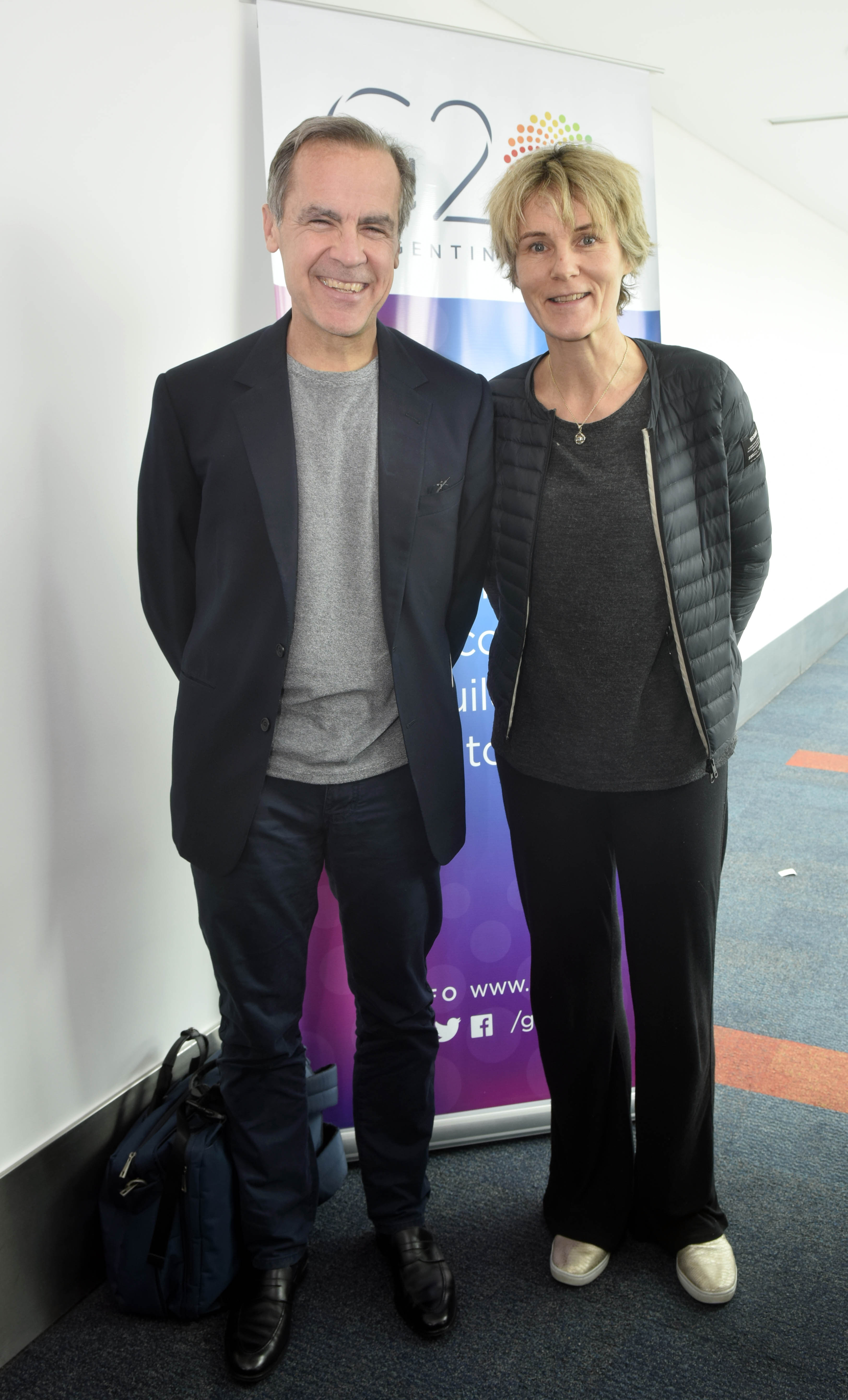
Carney e sua esposa Diana Fox Carney na Cúpula do G20 em Buenos Aires em 2018.

Carney conheceu a economista britânica Diana Fox, que também atua em diversas causas ambientais e de justiça social, enquanto estudava na Universidade de Oxford. Eles se casaram em julho de 1994, enquanto ele finalizava sua tese de doutorado. O casal tem quatro filhos e viveu em Toronto antes de se mudar para o bairro de Rockcliffe Park, em Ottawa, e depois para Londres, em 2013. Eles retornaram a Ottawa quando Carney deixou seu cargo no Banco da Inglaterra, em 2020.
O irmão mais novo de Carney, Brian, vive na Irlanda do Norte. Seu cunhado é o 3.º Barão Rotherwick, casado com a irmã de sua esposa. Carney também é padrinho do filho da política Chrystia Freeland, que, mesmo assim, concorreu contra ele na eleição para a liderança do Partido Liberal em 2025.
Carney é católico, e foi nomeado o católico mais influente do Reino Unido pela revista The Tablet em 2015. Ele fala francês, embora tenha descrito sua proficiência como “longe do ideal”. Era cidadão triplo — do Canadá, Irlanda e Reino Unido — tendo obtido cidadania irlandesa no final dos anos 1980 e cidadania britânica em 2018, esta última enquanto era governador do Banco da Inglaterra, cumprindo um compromisso assumido ao aceitar o cargo. Pouco antes de se tornar primeiro-ministro do Canadá, em março de 2025, revelou que havia iniciado o processo formal para renunciar às cidadanias britânica e irlandesa, como sinal de compromisso com o Canadá. O processo foi concluído no mês seguinte.
Carney tem parentes distantes em Liverpool e é torcedor do time de futebol da cidade, o Everton FC, embora sua esposa torça para o Arsenal FC. Ele também é fã dos times Edmonton Oilers (hóquei) e Edmonton Elks (futebol canadense). Concluiu a Maratona de Londres de 2015 em 3 horas, 31 minutos e 22 segundos, uma melhora de 17 minutos em relação ao seu tempo na Maratona de Ottawa de 2011.

## Honrarias e distinções
- Oficial da Ordem do Canadá (OC) em 20 de novembro de 2014.
- Medalha do Jubileu de Diamante da Rainha Elizabeth II em 2012.
- Freeman da Cidade de Londres.
- Título honorário de Doutor em Direito (LL.D) pela Universidade de Manitoba em 5 de abril de 2013.
- Título honorário de Doutor em Direito (LL.D) pela Universidade de Alberta na primavera de 2016.
- Título honorário de Doutor em Direito (LL.D) pela Universidade de Toronto em 18 de junho de 2018.
- Título honorário da London Business School em 16 de julho de 2019.
- Prêmio Nacional do Livro de Negócios (2021)